# Agugliano
Agugliano település Olaszországban, Marche régióban, Ancona megyében. Lakosainak száma 4645 fő (2023. január 1.). Agugliano Ancona, Camerata Picena, Jesi és Polverigi községekkel határos.

## Népesség
A település népessége az elmúlt években az alábbi módon változott:
| Lakosok száma | 4875 | 4799 | 4645 |
|               | 2017 | 2018 | 2023 |